# 丁之發
丁之發（1935年11月25日—2025年2月2日），中華民國陸軍二級上將，生於安徽省合肥縣，受訓於美國陸軍遊騎兵，畢業於美國陸軍參謀大學，曾任中華戰略學會理事長、聯勤總司令、國防部督察部主任、陸軍副總司令、國防部常務次長、陸軍後令部司令、陸軍成功嶺班主任、陸軍澎防部參謀長，在1998年因涉入弊案請辭退役，並在退役後遊走於中國大陸與兩岸交流。

## 生平
畢業於中華民國陸軍軍官學校28期，接受過美國陸軍遊騎兵訓練。曾赴美國陸軍參謀大學就學。1959年至1979年間先後為排長、連長、營長、旅長、參謀長、副師長。1980年出任澎湖防衛司令部參謀長，隔年出任步兵師長、澎湖防衛司令部副司令。1984年遷任第20軍（后里軍）軍長兼成功嶺大專集訓班主任。1986年遷任馬祖防衛司令部司令。1988年接任陸軍後勤司令部司令。1996年升任聯勤總司令。
1998年，因聯勤總司令部爆發弊案，丁之發向中華民國總統李登輝請辭聯勤總司令一職。
2025年2月2日，病逝於三軍總醫院。同年2月12日，於臺北市立殯儀館景仰樓至真一廳舉行公祭，並安葬於汐止五指山國軍示範公墓。

## 家庭
其子丁家巂為陸軍上校，曾以西班牙文專長於軍情局任職，而後透過父親關係進入國安局在國際處任組員，先後派駐哥斯大黎加、尼加拉瓜、多明尼加等數國，調職返國後任職中華民國國家安全局公情中心，在時任國安局局長薛石民介紹下結識陸軍少將勞則康之女、英語補教名師勞乃慧，並與之結婚。